# کاپریس (فیلم ۲۰۱۵)
کاپریس (انگلیسی: Caprice) یک فیلم کمدی رمانتیک به کارگردانی امانوئل موره است که در سال ۲۰۱۵ منتشر شد.

## بازیگران
- ویرژینی افیرا
- آنائیس دموستیه
- لوران استوکر
- امانوئل موره